# Kaette Kudasai! Akutsu-san
Kaette Kudasai! Akutsu-san (帰ってください！ 阿久津さん?  lit. ¡Vete a casa, por favor! Akutsu-san), también conocida como Please Go Home, Miss Akutsu! en inglés, es una serie de manga japonés escrito e ilustrado por Taichi Nagaoka. Empezó a serializarse en el sitio web Young Ace Up de Kadokawa Shōten desde el 29 de julio de 2019, y hasta el momento ha sido compilada en seis volúmenes tankōbon.

## Argumento
Kōta Ōyama es un joven de preparatoria que tiene que lidiar con su rebelde compañera Riko Akutsu, quien prácticamente vive en su departamento, ya sea molestándolo, durmiendo o simplemente flojeando. Ōyama busca por todos los medios de que ella se vaya, pero dentro de él se debate entre esto y dejarla estar.

## Personajes
Kōta Ōyama (大山 こうた Ōyama Kōta?)
 Seiyū: Daishi Kajita (PV)
Protagonista masculino y compañero de clase de Riko, además de ser el inquilino del departamento que ella toma como propio. Él busca por todos los medios de que ella regrese a su casa, pero sin éxito, ya que su timidez, falta de fuerza y las provocaciones de Riko se lo impiden. Su conflicto interno de considerarla hermosa y molesta complica sus decisiones y eso es aprovechado por ella. Con el tiempo se logra acostumbrar a su presencia, al punto de ya no pedirle que se vaya y sintiendo una tímida atracción a ella.
Riko Akutsu (阿久津 リコ Akutsu Riko?)
 Seiyū: Asami Tano (PV)
Adolescente de preparatoria, protagonista femenina y la definición gráfica de irresponsable. No le interesan las clases, le gusta dormir, flojear y le importa poco exponerse ante ciertas situaciones. Cuando no está en la escuela, pasa casi todo el tiempo en el departamento de Kōta actuando como la mismísima dueña, aprovechándose de la timidez de su compañero, sin embargo esto esconde otros motivos que poco a poco van floreciendo pero que ella intenta ocultar por vergüenza. Tiene un lado tierno que no le gusta mostrar, lo cual incluye su amor por los gatos. Tiene 16 años y va a segundo año.
Aoi Ōya (大矢 葵 Ōya Aoi?)
Hija de la propietaria del complejo de departamentos en el que vive Kōta. Al comenzar a ver frecuentemente a Riko en el departamento de él, los indagó con la excusa de observar su relación, ya que ella considera que ellos parecen protagonistas de un manga de comedia romántica de los que le gustan a ella, colapsando frecuentemente al ser testigo de actos románticos entre ellos. Por este motivo, además crea situaciones para que ellos se acerquen. Tiene una gata que casualmente también se llama Riko, que con la excusa de que Kōta y Riko la cuiden la suele llevar para acercarlos.
Misaki Tanaka (田中 ミサキ Tanaka Misaki?)
Misaki es una de las amigas de Akutsu desde la secundaria. Sabiendo que Akutsu siente algo por Ōyama, le gusta bromear con ella sobre la situación. Es la más baja de las tres chicas y tiene el pelo corto y negro con mechones.
Yōko Suzuki (鈴木 ヨウコ Suzuki Yōko?)
Yōko es una de las amigas de Akutsu desde la secundaria. Sabiendo que Akutsu siente algo por Ōyama, le gusta coquetear con Ōyama para obtener una reacción de Akutsu. Ella tiene el pelo castaño corto en una cola de caballo y un pecho grande.
Reiko Akutsu (阿久津 レイコ Akutsu Reiko?)
Es la madre de Riko. En apariencia y reacciones, es idéntica a su hija, diferenciándose en que mantiene su color de cabello original. En el pasado, también fue una delincuente juvenil que invadió la propiedad de otro joven del mismo modo en el que Riko invade a Kōta, el cual lugo se convertiría en el padre de Riko. Es demasiado cariñosa con su marido, para desagrado de Riko lo cual usa como excusa para estar en la casa de Kōta.
Sr. Akutsu (阿久津父?)
Padre de Riko y esposo de Reiko. Al principio inseguro de porque su hija pasaba tanto tiempo en la casa de Kōta, decide visitarlos, enterándose de que Kōta es un hombre y revelando que ambos tienen casi la misma personalidad y la misma experiencia de padecer los acosos y pataletas de Reiko y Riko, comprendiéndose mutuamente y enseñándole como relajar a Riko.
Sra. Ōyama (大山母?)
Madre de Kōta, es bastante protectora con su hijo, deseando que de una buena vez encuentre una novia. Por este motivo. Kōta le pidió a Riko que fingiera ser su novia mientras su madre la visitaba.
Hibiki (ヒビキ Hibiki?)
Se consideraba la rival de Riko, hasta que fue derrotada, convirtiéndose en su leal subordinada. Al principio competía con Kōta por la atención de Riko, pero tuvo que desistir al comprobar el interés romántico de ella con Kōta.

## Publicación
Kaette Kudasai! Akutsu-san es escrito e ilustrado por Taichi Nagaoka, comenzó a serializarse en el sitio web de manga Young Ace Up de Kadokawa Shōten el 29 de julio de 2019. Kadokawa ha recopilado sus capítulos en volúmenes tankōbon individuales. El primer volumen se lanzó el 4 de junio de 2020, y hasta el momento se han lanzado seis volúmenes.
El 21 de septiembre de 2022, Seven Seas Entertainment anunció que obtuvo la licencia de la serie. Lanzarán el primer volumen bajo su sello Ghost Ship en abril de 2023.
| Volúmenes de manga publicados | Volúmenes de manga publicados | Volúmenes de manga publicados |
| Número                        | Fecha de publicación          | ISBN                          |
| ----------------------------- | ----------------------------- | ----------------------------- |
| 1                             | 4 de junio de 2020            | ISBN 9784041093573            |
| 2                             | 2 de octubre de 2020          | ISBN 9784041093603            |
| 3                             | 4 de junio de 2021            | ISBN 9784041113639            |
| 4                             | 3 de diciembre de 2021        | ISBN 9784041121122            |
| 5                             | 3 de junio de 2022            | ISBN 9784041125502            |
| 6                             | 2 de diciembre de 2022        | ISBN 9784041131619            |